# خداآفرین (جبرئیل)
خداآفرین (به لاتین: Xudafərin) یک منطقهٔ مسکونی در جمهوری آذربایجان است که در استان جبرئیل واقع شده‌است.